# Petroviči
Petroviči (rusky Петровичи) je vesnice ve Smolenské oblasti v Rusku, asi 400 km jihozápadně od Moskvy a 16 km od běloruských hranic. V roce 2007 zde žilo 265 obyvatel. První písemná zmínka pochází z roku 1403. V roce 1920 se zde v židovské rodině narodil spisovatel Isaac Asimov. Když mu byly tři roky, odešel s rodiči a sestrou do USA. V Petroviči stojí jeho pomník. Před Říjnovou revolucí zde žili Bělorusové a Židé. Byl zde kostel i synagoga. Ze zdejší židovské komunity pochází i letecký konstruktér Semjon Alexejevič Lavočkin a jeden ze zakladatelů sci-fi Isaac Asimov.